# فيلاألبايلا دي برغش
بلدية فيلاألبايلا دي برغش (بالإسبانية: Villalbilla de Burgos)‏, هي إحدى بلديات مقاطعة برغش, التي تقع في منطقة قشتالة وليون, والتي تقع في شمال غرب إسبانيا.
يبلغ عدد سكانها 702 نسمة وفقاً لإحصائية سنة (2002).